# Río Belle Fourche
El río Belle Fourche (en inglés: Belle Fourche River, lit. el original en francés, que significa 'bello ramal' y pronunciado en inglés, bel foosh) es un río de los Estados Unidos, el principal afluente del río Cheyenne, de aproximadamente 470 km de largo, que discurre por los estados de Wyoming y Dakota del Sur. Es parte de la cuenca del río Misisipi, vía los ríos Cheyenne y Misuri. El río es el típico río de llanura, con un curso con muchísmos y cortos meandros, que corre por un área semidesértica apenas poblada.
Como manifiesta su nombre en francés, el río fue nombrado por vez primera por los tramperos franceses que recorrían la región en busca de castores para comerciar con sus pieles.

## Geografía

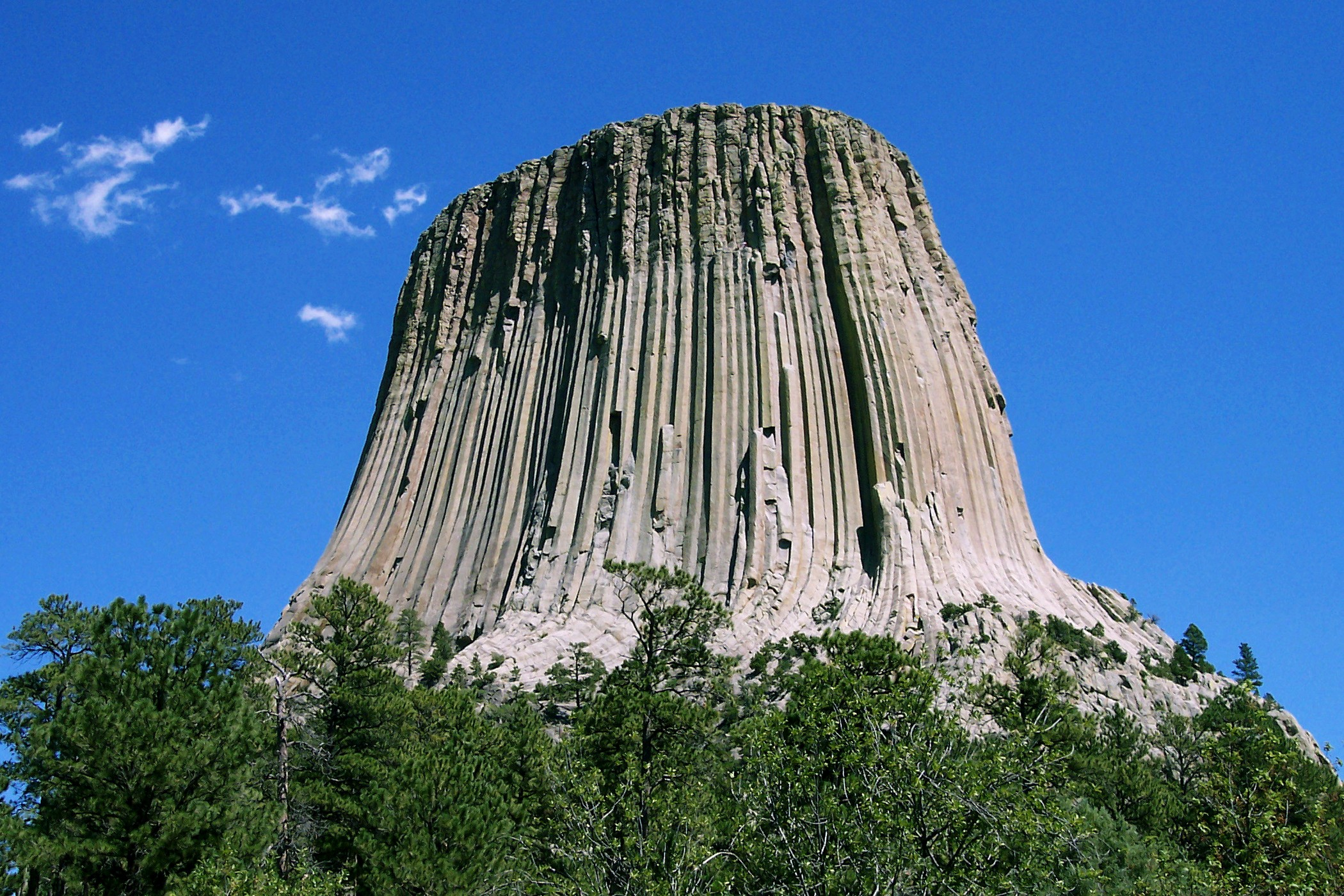
La torre del diablo, el accidente más característico de la cuenca del Belle Fourche, localizado muy cerca del río

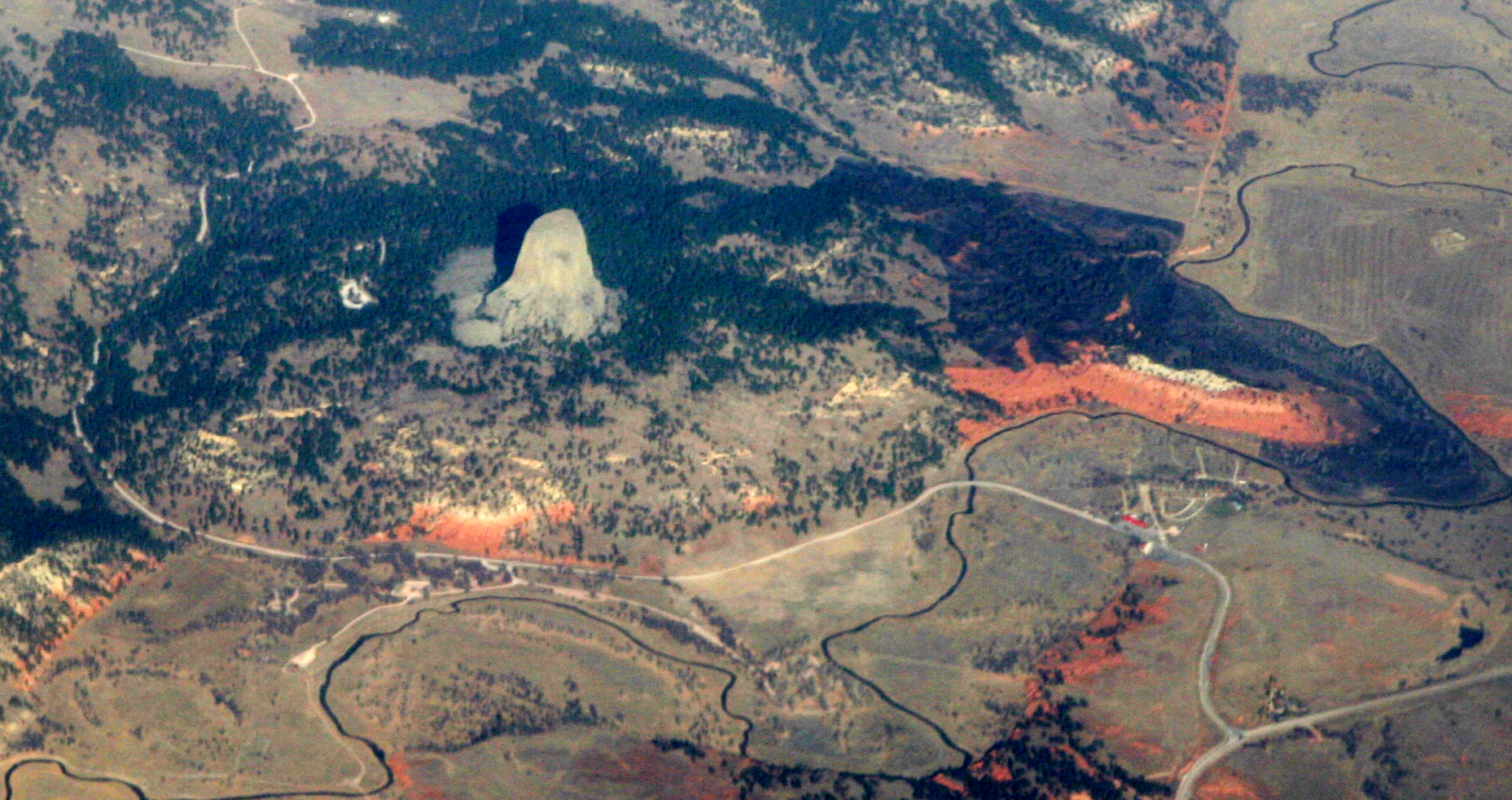
Vista aérea del valle, con la toore del diablo y el río

El río Belle Fourche nace en la vertiente meridional del North Butte (1850 m), en el noreste del estado de Wyoming, en el sur del condado de Campbell, aproximadamente a 24 km al norte de Wright (1807 hab. en 2010). Fluye primero en dirección noreste, pasando por la pequeña localidad de Moorcroft (1009 hab.) y llegando a una zona en la que está embalsado, el pequeño embalse de Keyhole, ya en el condado de Crook. Sigue hacia el noreste atravesando el área protegida del monumento nacional de la Torre del Diablo y llegando pronto a la pequeña localidad de Hulett (383 hab.). Cerca de la frontera con el estado con Montana, el río gira bruscamente hacia el sureste y se adentra en Dakota del Sur por su frontera occidental, en el condado de Butte. Llegando a continuación a la pequeña ciudad a la que da nombre, Belle Fourche (5594 hab.), la más poblada de todo su curso, donde recibe al río Redwater y al arroyo Hay. Alcanza al poco otra zona represada, la del embalse Belle Fourche y luego rodea por el norte las Black Hills, atravesando el territorio no organizado de Belle Fourche-Cheyenne Valleys. En el sur del condado de Meade, cerca de Hereford, el Belle Fourche se vuelve hacia el este y se une al río Cheyenne, por su margen izquierda, aproximadamente a unos 80 km al ENE de la ciudad de Rapid City (67 956 hab.).
El punto en que el río sale de Wyoming y entra en Dakota del Sur es el punto de menor altitud del estado de Wyoming, con  945 m. Este es el segundo punto de menor altitud más elevado de cualquier estado de Estados Unidos.
El río ofrece áreas de recreo e irrigación para la agricultura en el oeste de Dakota del Sur. La superficie total regable del río en Dakota del Sur es de aproximadamente 230 km².